# Leonardo Ritter
Leonardo José Ritter Evangelista (Rio de Janeiro, 18 de agosto de 1994) é um escritor e estudante brasileiro.

## Biografia

### Início e formação
Leonardo Ritter nasceu na cidade do Rio de Janeiro, na maternidade Praça XV na Zona Central do Rio de Janeiro, primogênito de quatro filhos, filho de um Mecânico de automóveis e de uma dona de casa. Estudou os primeiros anos e o ginásio na Escola Municipal Benjamin Constant no mesmo bairro onde mora e concluiu o Ensino Médio na Colégio Estadual Amaro Cavalcanti no Largo do Machado. Em 2021 ingressou na Universidade Federal do Estado do Rio de Janeiro, UniRio no curso Administração Pública.

### Carreira
De setembro a novembro de 2024 escreveu três livros e publicou pelo Clube de Autores onde estão disponíveis as cópias físicas de seus livros mas a ideia e o conceito surgiu uma década antes, em 2014 quando inspirado pelos livros 1984, Laranja Mecânica e a Ditadura militar brasileira inspirou-se em escrever o primeiro livro que diferente dos demais é uma Ficção política, estes livros abordam formas de vida inteligente que vivem em outros planetas e a partir do segundo livro tem contato com humanos, já o terceiro livro é uma biografia que se passa em outro planeta em um passado distante que aborda a vida de uma jovem cientista que revoluciona a sociedade com suas invenções.
Seu primeiro livro intitulado Mundo Civilizado se passa em outro planeta, o planeta Arktron que fica a 950 octilhões de anos-luz de distância do planeta Terra na Galáxia de Vége, nome dado em homenagem ao astrônomo arktroniano do antigo Império Laidíco, Vége Ídez Ulóy que descobriu que aglomerados de estrelas formam galáxias. Neste planeta os habitantes são leões antropomórficos que apresentam longevidade e narra a história de um policial aposentado que está indo dar uma palestra em uma escola, o ano em que se passa a história do livro é 2099, o policial aposentado nascido em 1854 tem duzentos e quarenta e cinco anos e mais de 100 anos de trabalho na polícia. Chegando na escola ele conta fatos históricos que presenciou, o trágico assassinato de sua namorada de apenas 18 anos nas mãos de um líder de gangue de rua e um período de ditadura que seu país passou que durou 20 anos.
O Segundo livro já segue uma narrativa diferente, muda de gênero, agora é uma Ficção científica e Policial se passando no futuro do planeta Arktron no ano de 2536 onde o primeiro humano a entrar na Polícia Espacial Arktroniana é o carioca negro Marcos Gomes da Silva de 25 anos e firma parceria com um arktroniano de nome Jinodi Fenodi Donasi de 27 anos sendo auxiliados pela arktroniana Tenente Naida e pelo delegado xenoniano, que parece um urso antropomórfico e juntos embarcam na Operação Zero Hora que visa capturar os piratas espaciais do Comando Arktroniano Paleviki que aterrorizam a galáxia por 300 anos, tendo várias formações. Marcos durante um recesso na Praia do Flamengo conhece uma arktroniana nascida e criada no planeta Terra de nome Lana Rinadi Tonedi de 22 anos e se apaixona.
O terceiro livro é uma biografia que trata da vida de uma arktroniana que viveu nos tempos antigos no Império Palamês chamada Tálima Inovit Paleviki que desde muito pequena demonstra talentos científicos e para as artes, desbravando uma caverna perto de sua casa com seus irmãos e durante sua época de escola torna-se um verdadeiro prodígio com esboços de invenções em seu caderno. Com o tempo é condecorada pelo imperador e torna-se tão importante que em sua morte o imperador da época define o calendário em antes e depois de Tálima.
Há um quarto livro sendo produzido e será uma continuação direta do segundo livro com a história se passando oito anos depois com Marcos e Lana tendo sua vida de casal e convivendo com seus filhos híbridos de terráqueo com arktroniana.
Leonardo Ritter demonstra interesse em adaptar seus livros para o cinema.

## Publicações
Mundo Civilizado setembro de 2024
Mundo Civilizado Operação Zero Hora setembro de 2024
Tálima Mundo Civilizado novembro de 2024